# Донецький християнський університет
Донецький Християнський Університет (ДХУ) — вищий богословський протестантський навчальний заклад, який розташовувався в Донецьку, Україна. Університет є одним із засновників Євро-Азіатської Акредитаційної Асоціації. Спочатку позиціонував себе, як баптистський.  Від самого початку свого існування коледж, орієнтований переважно на баптистів, поступово стає міжденомінаційним, приймаючи у своїх стінах у якості студентів не тільки євангельських християн і баптистів, а й п'ятидесятників, методистів, реформатів, представників Армії спасіння та позаденомінаційних церков. Тимчасово призупинив свою діяльність, будучи вже екуменічно орієнтованим, в 2014 році.

## Ціль
Метою ДХУ є підготовка священнослужителів: пастирів, місіонерів, а також викладачів, богословів, керівників християнських організацій. Сфера навчальної діяльності університету обмежена євангельськими й протестантськими деномінаціями, насамперед , євангельськими християнами-баптистами

## Історія
Донецький християнський університет був заснований в 1991 році місіонерським товариством «Світло Євангелія», філіал якого діяв у місті Макіївка, за допомогою Денверскої семінарії (Колорадо, США). 
На початку школа мала назву Донецький біблійний коледж. Процесом придбання й ремонту приміщень під коледж безпосередньо у самому Донецьку керував директор Донецького відділення РЄ (тепер місія «Світло Воскресіння») Леонід Картавенко.
На першому етапі Біблійний коледж мав тільки однорічну програму з підготовки місіонерів, яка була створена спільними зусиллями професора Денверської семінарії Раймонда Пригодича й правлінням місіонерського суспільства «Світло Євангелія». Програма була розрахована на підготовку широкопрофільного працівника, що може й почати роботу зі створення нової помісної церкви й розвивати її на перших етапах росту.
Восени 1991 року в Донецькому Біблійному коледжі своє навчання почали 56 студентів з різних регіонів колишнього Радянського Союзу. Першим керівником школи тоді став Мельничук Олексій Іванович. Він був у цій якості до 2002 року, а у 2018 році став бенефіціаром юридичної особи цього університету, формально вже недіючого з 2014 року в Донецьку).
Перші два роки в школі здійснювалася тільки однорічна інтенсивна місіонерська підготовка. В 1993 р. була почата трирічна програма «Бакалавр богослов'я». У цьому ж році Донецький Біблійний коледж зареєстрований як громадська організація — Донецький християнський університет.
Саме у місті Макіївка (вулиця Суздальська, будинок 30) у 1997 році було заново зареєстровано Донецький християнський університет, за цією ж адресою в 2007 році зареєстрована фактично дочірня від нього структура - баптистьска загальноосвітня школа "Глорія" (яка пізніше розташуалася саме на території ДХУ). 
Саме у 1997 році ДХУ перереєстрований як релігійна організація, що має офіційними засновниками одночасно два союзи: Всеукраїнський союз об'єднань євангельських християн-баптистів і Братство Незалежних Церков і Місій ЄХБ України. Найвищим органом управління університету стає Рада Піклувальників.
В 1997 році програма «Бакалавр богослов'я» була перетворена в чотирирічну, а також була додана трирічна програма «Бакалавр місіології».
Навесні 2002 року Рада Піклувальників пропонує на посаду ректора ДХУ нову кандидатуру — Сергія Рибікова. Під його керівництвом університет продовжує пошук нових можливостей для підвищення ефективності свого служіння і до сьогодні.
У 2003 році відкрилася нова програма «Бакалавр церковного служіння» очно-заочної форми.
У 2006-го року в допомогу помісним церквам були відкриті й продовжують працювати дві сертифікатні програми: «Школа проповідників» і «Йдучи за Великим Вчителем» (програма для підготовки вчителів недільних шкіл). Готуються християнські хори. З 2008 року реалізувався місіонерський проект "Слово для вулиць".
У вересні 2006-го року в м. Балаклея (Харківська обл.) разом із церквою ЕХБ «Світло Євангелія» університет відкрив очно-заочну програму «Основи богослов'я і місії». У травні 2008 року відбувся перший випуск цієї програми.
У 2007 навчальному році навчальна частина університету об'єднала програми «Бакалавр богослов'я», «Бакалавр міссіології» і «Бакалавр церковного служіння» в одну програму «Бакалавр» зі спеціалізаціями у відповідних областях.
У 2008 році в університеті відкриті дві нові програми: «Бакалавр соціальної роботи» і «Основи християнського світогляду».
У цей час університет продовжує своє служіння й будує плани про подальший розвиток. У зв'язку із цим у ДХУ працює комітет зі стратегічному плануванню розвитку університету на найближчі 13 років («Стратегія −2020»).
Крім цього, на базі університету створена робоча група, що займається дослідженням з відкриття в університеті гуманітарного факультету. Надалі планується одержання державної акредитації
У 2010 році до ДХУ було приєднано Донецький регіональний біблійний коледж.
У 2012 році ректором навчального закладу став  Михайло Черенков, який до нового призначення займав посаду віце-президента  Асоціації «Духовне відродження».

## Сучасне становище
9 липня 2014 року кампус університету був захоплений воєнізованими формуваннями самопроголошеної Донецької народної республіки. . 
Вузом тоді тимчасово у 2013-2014 роках керував, в умовах переїзду колишнього ректора Черенкова до Києва, та в умовах відсутності в Донецьку нового ректора і президента Мельничука, єдина уповноважена особа - директор реабілітаційного центру "Твоя перемога", пастор Штейн Олег Азізович, проректор з адміністративних питань ДХУ.
У 2014 році пастор і викладач Олег Штейн переїхав до Києва, а вже у 2015 році емігрував у США, де влаштувався пастором у церкві "Місто хвали" в містечку Тампа, штат Флорида.
Співробітники навчального закладу в липні 2014 року вимушено залишили територію університету, оскільки вона стала базою терористів ДНР .
У 2017-2018 роках були зроблені спроби відновити діяльність університету в Києві. Зокрема, 21 червня 2017 року університет офіційно змінив свою юридичну адресу з м. Макіївка Донецької області на одну з квартир Києва (вул. В. Липківського, будинок 7, квартира 12). 
Але вже 21.06.2018 року змінився юридичний керівник даної організації: якщо раніше був Черенков Михайло Миколайович (котрий де-факто з 2014 року не керував через свою еміграцію до Канади), то з того часу керівником став Мельничук Олексій Іванович.
Фактично, місію ДХУ продовжив у 2017 році Київський християнський університет баптистів.

## Керівництво
Ректори:
- 1991—2002 О.І.Мельничук
- 2002—2009 Рибіков Сергій Федотович (пастор євангельських християн, громадянин РФ, паралельно очолював баптистів у місті Краснодарі, куди й повернувся у 2009 році)
- 2009-2012 О.І.Мельничук
- 23 червня 2012 - 1 вересня 2013 - Черенков Михайло Миколайович (2013 року переїхав до Києва) [7].

Відомі проректори:
- Ніконенко Валентин Іванович, перший проректор у 1998-2000 роках; християнський письменник і видавець, у 1999 році заснував у Дніпропетровську християнське видавництво "Смірна", пізніше переведене до м. Черкаси.
- Реймонд (Рей) Пригодич (Raymond Paul Prigodich), 1941 року народження, пастор і публіцист, мешканець м. Кросвіль (штат Теннесі), проректор ДХУ з навчальної роботи в 2000-2002 роках
- Солоха Сергій Вікторович, проректор ДХУ з навчальної роботи в 2002-2003 роках і в 2008-2012 роках, пастор з Харкова.
- Девід Хонер (David Mark Hoehner), 1974 року народження, уродженець м. Даллас (штат Техас), магістр теології Далласької теологічної семінарії 1998 року, фахівець з питань міжнародної економіки, баптистський публіцист, проректор ДХУ з навчальної роботи в 2003-2006 роках
- Соломко Володимир Борисович, проректор ДХУ з наукової роботи в 2006-2008 роках [8].
- Дятлик Тарас Миколайович, пастор євангельських християн, згадувався у якості проректора ДХУ з навчальної роботи в 2006-2008 роках.

Отримав хрещення у 1991 році у Басовому Куті від вірних «Общини Доброго Пастиря». Заснував у селі Корнин Рівненського району християнське видавництво.
Став засновником і після відходу від справ Сергія Саннікова - головою правління ГО "Євангельська акредитаційна теологічна асоціація" (до 2013 року іменувалась, як Євро-Азіатська акредитаційна асоціація, з якої реорганізувалася), також - відомий, як член Міжнародної ради по євангельській богословській освіті (в рамках Всесвітнього євангельського альянсу), член Наглядової ради асоціації "Богослови без кордонів", регіональний директор United World Mission (Overseas Council) по Східній Європі та Центральній Азії в області розвитку богословських освітніх систем. Випускник Донецького християнського університету 1997 року (бакалавр богослов'я); магістр богослов'я в області текстології Нового Заповіту (Євангельський богословський факультет; Лувен, Бельгія) 2005 року; захистив у 2021 році в Києві дисертацію на тему «Феномен конфляції у Візантійському типі тексту Нового Завіту» (Шифр та назва спеціальності 09.00.14 богослов’я. Спецрада Д 26.053.21 Національного педагогічного університету імені М.П. Драгоманова), після чого став викладати у Львівській богословській семінарії при Церкві ХВЄ.
- Панич (до шлюбу Назаркіна) Олена Іванівна, проректорка з наукової роботи ДХУ в 2009-2013 роках, кандидатка історичних наук, була розкритикована баптистами у 2012 році за висловлювання на підтримку ЛГБТ, а також за волонтерську роботу в штабі кандидата в депутати Верховної Ради, який був адвокатом ЛГБТ-спільноти Києва. [9]. Влітку 2013 року Олена відкрито виступила на підтримку ЛГБТ-шлюбів[10]. Вже у вересні 2013 року була звільнена[11]. Олена Назаркіна захистила у 2003 році в Донецьку дисертацію на тему: "Протестантські конфесії України в 90-ті роки ХХ ст.: баптистські та п'ятидесятницькі течії : Дис... канд. іст. наук: 07.00.01 / Донецький національний ун-т. — Донецьк, 2003". Її родич Панич Аркадій Олегович також був викладачем ДХУ.
- Ружина Надія Вікторівна, проректор ДХУ з навчальної роботи в 2012-2013 роках
- Павлюк Петро Аркадійович, проректор ДХУ з навчальної роботи в 2013-2014 роках, пастор з Одеси.

## Відомі викладачі
До 2002 року ректор ДХУ Мельничук та один з кураторів та спонсорів ДХУ Рей Пригодич мали гострий конфлікт.
До 2005 року в ДХУ регулярно виступав (але не викладав на постійній основі) швейцарський християнський проповідник Іво Засек (Ivo Sasek). Однак у 2005 році ректор ДХУ Сергій Рибіков припинив з ним будь-які стосунки, та оголосив вчення Засека "небіблійним". Про це ДХУ видав окрему брошуру: "Евангельский взгляд на учение Иво Засека. Донецк: Донецкий Христианский университет, 2005. — 19 с."
У цей же період у ДХУ виступав доктор служіння Тед Вандер Енде.
До 2014 року викладачами університету працювали, серед громадян України, керівник групи прославлення Юрій Кусяк, Віктор Жердев, Ігор Тарарощенко, Ольга Зайцева, Яна Крючкова,  Андрій Платовський, Олександр Нагірняк, Анна Ляліна, а також дипломовані випускники іноземних вузів:
- Литвиненко В’ячеслав Володимирович - професор грецької патристики (1975 року народження, уродженець м. Дружківка Донецької області, випускник єванеглічного факультету Лувенського університету 2003 року, викладач Донецького християнського університету в 2003-2010 роках, з 2014 року - доктор філософії (Ph.D., Карлів університет, Прага, Чехія), фахівець з грецької патристики, науковий працівник кафедри філософії Євангелічного богословського факультету Карлового університету в Празі);
- Ткаченко Ростислав Юрійович - відомий дослідник західної теології (уродженець м. Сніжне Донецької області, у 2019 році захистив у Києві дисертацію доктора філософських наук, після чого став викладати у Львівській богословській семінарії при Церкві ХВЄ);
- Дятлик Тарас Миколайович - 1973 року народження, пастор і член-засновник церкви євангельських християн "Надія" у м. Рівне; у 1997 році став бакалавром богослов'я (Донецький християнський університет), у 1997-1998 роках завуч і викладач Рівненського біблійного коледжу, у 2002-2004 роках закінчив зі звання магістра богослов'я євангельський теологічний факультет у м. Лувен (Бельгія), у 2002-2014 роках викладав у Донецьку. На даний час - один з керівників приватної наукової установи "Східноєвропейський інститут теології", створеної силами його громади та Церкви ХВЄ у Львові). [12].
- Кобяковський Ігор Олександрович - 1971 року народження, уродженець м. Запоріжжя, магістр філософії в галузі релігієзнавства від Det Teologiske Menighetsfakultet Oslo (закінчив у 2001 р. богословський факультет університету Осло), далі в 2001-2007 рр. викладав догматичне богослов'я у Київському християнському університеті, в 2007-2014 рр. - у ДХУ, в 2014 р. відійшов від наукової роботи, та перейшов у бізнес.
- Халанський Вячеслав Володимирович, 1974 року народження, уродженець м. Харків, у 2008-2014 роках викладав психологію в ДХУ, в літні сезони працював директором дитячого християнського табору в Криму, з 2014 року декан факультету християнської психології Української євангельської теологічної семінарії в м. Київ;
- Каспров Станіслав Олександрович, 1979 року народження, уродженець м. Черкаси, випускник Наякської євангельської семінарії у США, а також "Східно-Європейської семінарії лідерства" під керівництвом пастора харизматів Сергія Тимченка у Києві, у 2010 р. став одним з директорів християнського видавництва "Смірна", у 2003-2014 роках був викладачем предмету "Душепопечительство и психологическое консультирование" в ДХУ; у 2014 р. повернувся до Черкас, де зайнявся бізнесом.
- Ружина Надія Вікторівна, 1978 року народження, уродженка м. Запоріжжя, у 2001 р. закінчила бакалавріат Санкт-Петербурзського християнського університету (СПХУ), а у 2005 р. отримала диплом магістра теології в філіалі Уельського християнського університету на базі СПХУ, у 2003-2014 роках викладала Старий Заповіт та основи наукового дослідження у ДХУ, в 2014-2022 роках – декан факультету богослов᾿я, завідувач кафедри теоретичного богослов'я Таврійського християнського інституту в м. Херсон.
- Скибицький Андрій Володимирович, уродженець Донецька, закінчив бакалавріат теології ДХУ, далі закінчив зі звання магістра богослов'я євангельський теологічний факультет у м. Лувен (Бельгія).
- Нагірняк Олександр Павлович, пастор і помічник референта ДХУ, засновник громад баптистів у м. Єнакієве і Маріуполь.
- Мелешко Андрій Петрович, уродженець м. Сміла, випускник бакалавріату ДХУ 2006 року, далі здобув ступінь магістра при вузі Міжнародна баптистська богословська семінарія в Празі у 2007-2010 роках, у 2010-2015 роках проживав у Росії, але 2015 року повернувся до Києва, у 2020 році залишив Україну, пееїхав до Праги, де став працювати викладачем Карлового університету.
- Жердев Віктор, 1971 року народження, пастор у м. Макіївка, випускник бакалавріату ДХУ 2003 року, пізніше викладач ДХУ.
- Ачкасов Олександр, 1976 року народження, закінчмв бакалавріат ДХУ 2000 року, після чого викладав, але згодом повернувся до Харкова.

Професорами ДХУ були Бєй Ілля Геннадійович, викладач церковнослов'янської мови в 2010-2012 роках, та відомий вчений-креаціоніст Головін Сергій Леонідович. .
Керівниками інформаційно-аналітичного відділу ДХУ стали фахівець ДХУ по звязкам з громадськістю, пастор Юрій Марков (з м. Краматорськ, ведучий християнського телеканалу «ТБН (Телевидение без насилия) - Россия», від якого в 2022 році відокремився телеканал "ТБН-Україна"), та Галина Павлюк (з Донецька). 
Також у якості викладачів ДХУ працювали громадяни РФ: пастори Рахуба Сергій Миколайович (уродженець м. Брянка Луганської області, з 1992 року проживає у Москві) та Сінічкін Олексій Валерійович (колишній мешканець м. Чернівці, у 1995 році - переїхав у Москву, став викладачем Московської богословської академії та Московського біблійного інституту) - обидва  з Москви, Павло Тогобицький з Новосибірська, Зоя Бардіна, Андрій Мальцев, Ольга Зайцева з Іжевська, Володимир Опанасюк з м. Ульяновськ.
Скандальними подіями в житті ДХУ стали переходи у православну віру двох йоо випускників, які після випуску деякий час навіть були працівниками ДХУ: це Кобзар Сергій Олександрович (1979 року народження, родом з м. Артемівськ, у 2000 році закінчив ДХУ, в 2001-2003 роках був православним священнослужителем Донецької єпархії УПЦ(МП), у 2003 р. був виведений за штат Донецької єпархії, у 2014 році переїхав у Полтаву), та Лапін Денис Геннадійович (начальник відділу зовнішніх звязків ДХУ в 2010-2012 роках).
Крім того, перейшли у православну віру також випускники ДХУ: Сергій Берьозкін з м. Лисичанськ (став православним священиком), Олександр Зайчиков (очолив громаду так званої "Апостольської православної церкви" у м. Абинськ Краснодарського краю), та інші.